# Opava (rivière)
L'Opava est une rivière de République tchèque et de Pologne de 119 km de long. Elle est un affluent en rive gauche de l'Oder.
Elle naît à Vrbno pod Pradědem dans le massif montagneux de Hrubý Jeseník par la confluence de trois rivières :
- la Bílá Opava (Opava blanche) qui prend sa source sur les pentes du Praděd ;
- la Střední Opava (Opava moyenne) qui prend sa source sur les pentes du Malý Děd ;
- la Černá Opava (Opava noire) qui prend sa source sur les pentes de l'Orlík.

En direction de l'est, l'Opava traverse la ville de Krnov, où afflue l'Opavice. Pendant 25 km, elle forme la frontière avec la Pologne jusqu'à la ville d'Opava, et à partir de là à travers une zone d'étang dans les environs de la ville de Hlučín. L'Opava rejoint finalement l'Oder au pied de Hladový vrch (253 m d'altitude) à Ostrava.